# France 3
France 3 è un canale televisivo pubblico francese a struttura regionale; esiste anche una versione nazionalizzata (France 3 Régions), che sopperisce ad eventuali trasmissioni locali nella versione satellitare e via etere, se le trasmissioni regionalizzate riguardano solo alcune regioni.

## Storia

### Troisième chaîne couleur
Il canale nasce il 1º gennaio 1973, con il nome di Troisième chaîne couleur, trasmette inizialmente per 3 ore al giorno, a colori e senza interruzioni pubblicitarie. Ai suoi esordi la copertura del segnale era limitata al 26% della popolazione e comprendeva solamente la regione parigina e alcune aree del nord del paese, solamente alla fine degli anni '70 si è riusciti ad estendere la copertura a livello nazionale.

### France Régions 3
A seguito della legge del 7 agosto 1974 sulla riforma del sistema radiotelevisivo il nuovo canale prende il nome di France Régions 3 e diventa autonomo. Il suo obiettivo è coordinare e sviluppare la programmazione regionale dei diversi centri radio e tv. Nei primi anni si punta inoltre sulla programmazione regionale con grandi spazi dedicati al cinema ed ai dibattiti. Con il passare del tempo i centri regionali iniziano a decentralizzarsi sia amministrativamente che economicamente ed acquisiscono una maggiore autonomia.
Negli anni '80 si succedono diverse novità come la trasmissione delle interrogazioni parlamentari a partire dal settembre 1981 o la introduzione della pubblicità nella programmazione a partire dal dicembre 1982. Nello stesso anno i centri di produzione regionali iniziano a produrre 3 ore giornaliere di programmazione regionale e nel 1986 inizia a trasmettere un nuovo programma informativo chiamato 19/20, che dalle 19:00 fino alle 20:00 trasmette un telegiornale nazionale ed edizioni regionali (dagli anni '90 anche locali).
Nel 1986 il Governo, presieduto allora da Jacques Chirac, propone la privatizzazione di uno dei tre canali pubblici. Nella proposta originaria si propone la privatizzazione di France Régions 3, ma alla fine la scelta cade su TF1. Nello stesso anno, a seguito della nomina da parte dell'organismo francese di regolazione del sistema radiotelevisivo di René Han alla direzione della rete, FR3 assume una connotazione più culturale.

### France 3
Dopo la privatizzazione di TF1 e la nascita dei nuovi operatori privati Canal+, La Cinq e TV6 (successivamente M6), i canali Antenne 2 e FR3 focalizzano la loro programmazione nel servizio pubblico e FR3 accentua la vocazione culturale cedendo parte della programmazione del sabato al canale educativo La Sept attraverso la diffusione del segnale di questa rete. A settembre del 1992 FR3 diventa France 3 ed insieme a France 2 entra nel gruppo France Télévisions.

## Edizioni locali dei telegiornali
Il canale trasmette le seguenti edizioni dei telegiornali locali, le cui zone, ad eccezione di Rodano-Alpi e Provenza-Alpi-Costa Azzurra, corrispondono ai confini reali delle regioni della Francia metropolitana fino a fine 2015, quando esse sono state ridotte a tredici. Servono anche a identificare la versione di France 3 che corrisponde al territorio di ricezione in caso di conflitto di numerazione.
| 24 edizioni regionali Ici 12/13 e Ici 19/20 | - Alsazia (Alsace) - Alpi (Alpes) che comprende i dipartimenti Isère, Savoia e Alta Savoia della regione Alvernia-Rodano-Alpi - Aquitania (Aquitaine) - Alvernia (Auvergne) - Borgogna (Bourgogne) - Bretagna (Bretagne) - Centro (Centre) - Champagne-Ardenne - Corsica (Corse) - Costa Azzurra (Côte d'Azur) che comprende il dipartimento delle Alpi Marittime e la parte orientale del Varo - Franca Contea (Franche-Comté) - Linguadoca-Rossiglione (Languedoc-Roussillon) - Limosino (Limousin) - Lorena (Lorraine) - Midi-Pirenei (Midi-Pyrénées) - Nord-Passo di Calais (Nord-Pas-de-Calais) - Alta Normandia (Haute-Normandie) - Bassa Normandia (Basse-Normandie) - Paris-Île-de-France - Paesi della Loira (Pays de Loire) - Piccardia (Picardie) - Poitou-Charentes - Provenza-Alpi (Provence-Alpes) che comprende i dipartimenti di Bocche del Rodano, Vaucluse, Alpi dell'Alta Provenza e la parte occidentale del Var - Rodano-Alpi (Rhône-Alpes) che comprende i restanti dipartimenti della regione |
| 39 edizioni locali Ici 19/20                | - Atlantique/La Rochelle - Baie de Seine/Le Havre - Berry - Edition Bordeaux - Champagne info - Clermont soir - Pays de Corrèze/Brive - Côte d'Opale - Côte Varoise/Toulon - Estuaire/Nantes - Euskal Herri/Paesi Baschi - Grand Lyon - Grenoble - Haute-Alsace/Mulhouse (Alta-Alsazia) - Haute-Bretagne (Alta Bretagna) - Iroise/Brest - Zona metropolitana di Lille - Limoges - Maine (Le Mans) - Marsiglia (Marseille) - Metz - Montpellier - Nancy - Nizza (Nice) - Basse-Normandie (Bassa Normandia) - Haute-Normandie (Alta Normandia) - Orléans soir - Pays Gardois - Pau (Sud Aquitania) - Périgords - Poitou-Charentes - Quercy Rouergue - Rhône-Alpes (Rodano Alpi) - Pays catalan (Regione catalana) - St-Étienne - Strasbourg/Deux-rives (Strasburgo/Due rive) - Tarn - Toulouse (Tolosa) - Tours soir |
| 5 edizioni in lingua regionale              | - An Taol Lagad / bretone - Occitano - Noï / corso - Rund Um / alsaziano - catalano - Euskal Herri / basco (qualche reportage) |

Il canale, assieme a France 2, France 4, France 5 e France Ô, fa parte del gruppo France Télévisions.
Il canale è ricevibile in Francia via etere in digitale, e via satellite nel nuovo bouquet sorto dalla fusione tra Canal+ e TPS; inoltre, il canale è ricevibile in Europa attraverso i segnali irradiati sul satellite Atlantic Bird 3, e via terra in alcune zone di confine tra la Francia e gli Stati limitrofi.
Si è occupato della partecipazione francese all'Eurovision Song Contest, di cui ha trasmesso la finale dal 1999 al 2014 al posto di France 2.

## Canali regionali
| Direzione regionale         | Canali regionali | Data di lancio                                          |
| --------------------------- | --- | ------------------------------------------------------- |
| Alvernia-Rodano-Alpi        | France 3 Alpes Trasmette nell'Isère, Savoia e l'Alta Savoia in francese. | 6 febbraio 1968                                         |
| Alvernia-Rodano-Alpi        | France 3 Auvergne Trasmette in Alvernia (Allier, Cantal, l'Alta Loira e Puy-de-Dôme) in francese. | 17 settembre 1964                                       |
| Alvernia-Rodano-Alpi        | France 3 Rhône-Alpes Trasmette nell'Ain, Ardèche, la Drôme, la Loira e Rodano in francese. Edizioni locali: Grand Lyon, Saint-Étienne.                                                                                           | 8 novembre 1954                                         |
| Borgogna-Franca Contea      | France 3 Bourgogne Diffusa in Borgogna in francese. | 29 ottobre 1965                                         |
| Borgogna-Franca Contea      | France 3 Franche-Comté Diffusa in Franca Contea in francese. | 29 ottobre 1965                                         |
| Bretagna                    | France 3 Bretagne Trasmette nella regione Bretagna in francese e in bretone. Edizioni locali: An Taol Lagad, Iroise, Itinéraire.                                                                                                 | 2 febbraio 1964                                         |
| Centro-Valle della Loira    | France 3 Centre-Val de Loire Trasmette nella regione del Centro-Valle della Loira in francese. | 21 giugno 1965                                          |
| Corsica                     | France 3 Corse Via Stella Trasmette nella regione della Corsica in francese e in corso. | 16 dicembre 1982 (Corsica) 30 ottobre 2007 (Via Stella) |
| Grand Est                   | France 3 Alsace Trasmette in Alsazia in francese e in alsaziano. Edizione locale: Haute-Alsace. | 15 ottobre 1953                                         |
| Grand Est                   | France 3 Champagne-Ardenne Trasmette nelle Ardenne, Aube, Marna e Alta Marna in francese. | 25 febbraio 1965                                        |
| Grand Est                   | France 3 Lorraine Trasmette nella Lorena in francese. Edizione locale: C'est en Lorraine, Metz. | 12 dicembre 1963                                        |
| Alta Francia                | France 3 Nord-Pas-de-Calais Trasmette nel Nord e nel Passo di Calais in francese. Edizione locale: Côte d'Opale. | 10 aprile 1950                                          |
| Alta Francia                | France 3 Picardie Trasmette nell'Aisne, Oise e la Somme in francese. | 10 aprile 1967                                          |
| Île-de-France               | France 3 Paris Île-de-France Trasmette nella regione Île-de-France in francese. | 30 gennaio 1964                                         |
| Normandia                   | France 3 Normandie Caen Trasmette nella regione Normandia (Calvados, Manche, Orne) in francese. | 27 novembre 1964                                        |
| Normandia                   | France 3 Normandie Rouen Trasmette nella regione Normandia (Seine-Maritime, Eure) in francese Edizione locale: Baie de Seine | 27 novembre 1964                                        |
| Nuova Aquitania             | France 3 Aquitaine Trasmette in Dordogna, Gironda, Landes, Lot e Garonna e i Pirenei Atlantici. In francese, occitano e in basco. Edizione locale: Bordeaux-Métropole, Euskal Herri - Pays basque, Pau Sud-Aquitaine, Périgords. | 1962                                                    |
| Nuova Aquitania             | France 3 Limousin Trasmette in Corrèze, Creuse e l'Alta Vienne in francese. Edizione locale: Pays de Corrèze. | 1º novembre 1965                                        |
| Nuova Aquitania             | France 3 Poitou-Charentes Trasmette in Charente, Charente Marittima, Deux-Sèvres e Vienne in francese. Edizione locale: La Rochelle.                                                                                             | 4 gennaio 2010                                          |
| Nuova Aquitania             | France 3 NoA Trasmette sulle reti via cavo, in televisione IP e streaming Internet in occitano, basco e pittavino-santongese. | 11 settembre 2018                                       |
| Occitania                   | France 3 Languedoc-Roussillon Trasmette nell'Aude, Gard, Hérault, Lozère e i Pirenei Orientali in francese, occitano e in catalano. Edizione locale: Montpellier, Pays Catalan, Pays Gardois.                                    | 4 gennaio 2010                                          |
| Occitania                   | France 3 Midi-Pyrénées Trasmette nell'Ariège, Aveyron, Alta Garonna, Gers, Lot, Alti Pirenei, Tarn e Tarn e Garonna in francese, occitano e in catalano. Edizione locale: Edicion Occitana, Quercy-Rouergue, Tarn, Toulouse.     | 6 dicembre 1963                                         |
| Paesi della Loira           | France 3 Pays de la Loire Trasmette nella regione Paesi della Loira in francese. Edizione locale: Estuaire, Maine. | 2 febbraio 1964                                         |
| Provenza-Alpi-Costa Azzurra | France 3 Côte d'Azur Trasmette nei dipartimenti Alpi Marittime e la metà orientale del Varo in francese e in provenzale. Edizione locale: Nice.                                                                                  | 1º febbraio 1964                                        |
| Provenza-Alpi-Costa Azzurra | France 3 Provence-Alpes Trasmette nei dipartimenti di Bocche del Rodano, Vaucluse, Alpi dell'Alta Provenza e la metà occidentale del Varo in francese e in occitano. Edizione locale: Marseille, Var en direct.                  | 20 settembre 1954                                       |

## Loghi

7 settembre 1992 - 7 gennaio 2002
7 gennaio 2002 - 7 aprile 2008
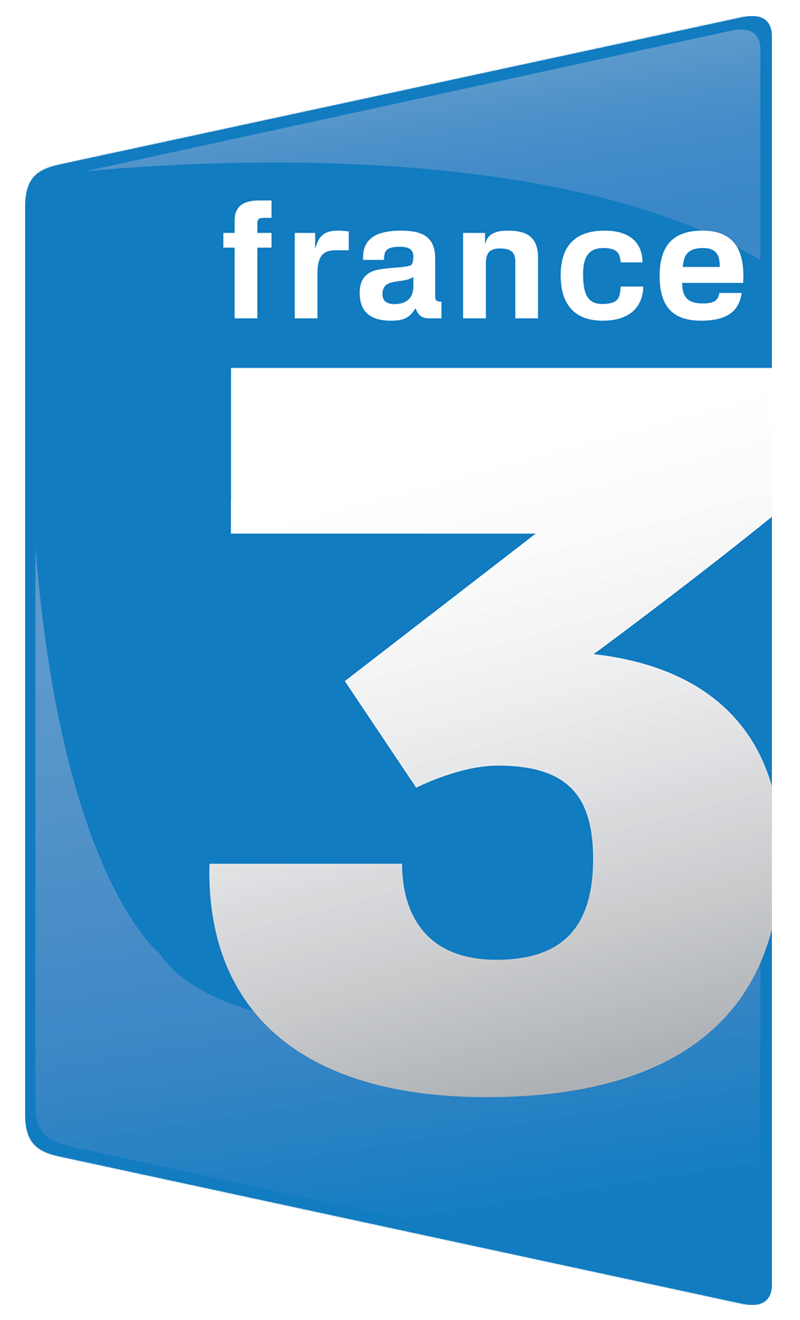
7 aprile 2008 - 29 gennaio 2018
In uso dal 29 gennaio 2018
In uso dal 29 gennaio 2018 sulle grafiche e dal 29 gennaio 2018 al 5 giugno 2025 in sovraimpressione
In uso dal 6 giugno 2025 (in sovraimpressione)